# Алексеевка (Каверинский сельсовет)
Алексе́евка — деревня Каверинского сельсовета Добринского района Липецкой области.

## История
До 1923 года входила в состав Бобровского уезда Воронежской губернии, затем до 1928 года в состав Усманского уезда Воронежской губернии, с 1928 года по 1938 год — село Добринского района, в 1938—1954 годах — Талицкого района Воронежской области, а с 1954 года входит в состав Добринского района Липецкой области.
В начале XIX века упоминается как сельцо владельческое. В 1859 году в сельце насчитывалось 34 двора с 425 жителями. В сельце находились конный и овчарный завод.
Владельцем был Михаил Павлович Филиппов.
В 1867 году отец будущего писателя А. И. Эртеля Иван Людвигович Эртель занял должность управляющего, куда взял с собою и сына, чтобы приучить его к хозяйству. Здесь Эртель прожил до 1873 года.
В эти годы он, по собственному признанию, прошёл «школу жизни». Эртель хорошо узнал жизнь простого народа. «Я, — писал Эртель, — был свой человек в застольной, в конюшнях, в деревне, „на улице“, на посиделках, на свадьбах, — везде, где собирался молодой деревенский народ. Я был в их глазах „Шаша“ и „Сашка“, но отнюдь не сын управителя и не Ал. Ив-ч. У меня были особенные друзья между деревенскими парнями...»1 
Около села находится памятник археологии — курганная группа из четырёх насыпей.

## Население
| 1859 | 2010 |
| ---- | ---- |
| 425  | ↘97  |

## Известные уроженцы
Варва́ра Григо́рьевна Пищу́лина (Казарина) — депутат Верховного Совета РСФСР II-го созыва (1947—1951) и III-го созыва (1951—1955).

## Объекты культурного значения
Ансамбль усадьбы Филипповых, где провел детские годы писатель А. И. Эртель (XIX век):
1. дом усадебный памятник архитектуры (вновь выявленный объект)
2. хозяйственное строение памятник архитектуры (вновь выявленный объект)
3. парк
4. сад